# 대체 에너지

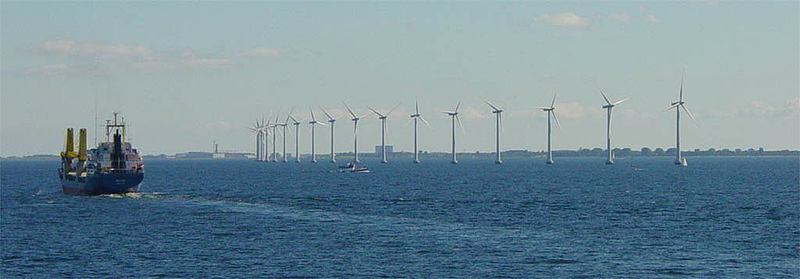
코펜하겐 가까이에 있는 앞바다 풍력 터빈

대체 에너지(代替 - , 영어: alternative energy)는 일반적으로 화석 연료를 사용하는 것을 대체하는 에너지 자원에 쓰이는 '포괄적 용어'(umbrella term)이다. 일반적으로 기존의 화석 연료가 아니며 환경에 적은 영향을 미치는 에너지를 가리킨다. 다시 말해, 대체 에너지는 환경에 해를 미치지 않으며, 이는 환경에 큰 영향을 미칠 수 있고 미치지 않을 수도 있는 재생가능 에너지와는 구별한다.
1973년과 1978년 1·2차 오일쇼크 이후 석유 대체에너지의 개발이 절실한 과제가 되었다. 원자력, 석탄·천연가스·오일셸·타르샌드, 태양열·수력·풍력·지열·해양에너지·바이오매스 에너지 등 재생 가능한 자연에너지들이 연구대상이 되었다. 그중 공해가 문제인 석탄에 대해서는 연소기술, 공해제거기술 등이 진전되어 가스화나 액화에 의한 용도가 확대되고 있다.

## 정의
옥스퍼드 사전
천연자원을 소모하거나 자연환경을 해치지 않는 방법으로 얻어지는 에너지.
프린스턴 워드넷 (WordNet)
천연자원을 소모하거나 자연환경을 해치지 않는 자원에서 얻어지는 에너지.
기후 변화 2007의 응답 (Responding to Climate Change 2007)
기존과는 다른 자원에서 얻어지는 에너지 (예: 압축 천연가스, 태양, 수력, 바람).
천연 자원 보호회 (Natural Resources Defense Council)
태양이나 풍력 에너지와 같이, 흔하게 사용되지 않고 주로 환경에 안전한 에너지 (화석연료에 대조하여).
물질 관리 서비스 (Materials Management Services)
화석 연료가 아닌 연료 자원. 대체로 재생가능 에너지와 혼용됨. 예: 풍력, 태양, 바이오매스, 파력, 조력 에너지.

## 대체 에너지 개발의 과제
인류가 불을 다스리기 시작한 이래 석탄과 석유, 원자력으로 이어지는 에너지 개발과 이용의 역사는 곧 인류문명의 발달사와 직결된다. 산업혁명이라는 거대한 역사의 수레바퀴를 돌린 원동력이었던 화석연료는 앞으로 겨우 한세대가 쓸만한 양밖에 남지 않았고, 더욱 어렵게 만드는 것은 화석연료 사용으로 인한 지구 온난화 문제이다. 1994년부터 발효된 UN 기후변화협약은 지구 온난화를 막기 위하여 각국의 자발적인 이산화탄소 배출 절감을 의무사항으로 규정하고 있다.
현재 선진각국에서 활발히 기술개발이 진행되어 실용화 단계에 접어든 대체 에너지로는 태양 에너지, 풍력 에너지가 주종을 이루며, 바이오매스, 지열, 파력, 해양온도차 등을 이용한 대체 에너지 개발이 활발히 진행되고 있다.

## 대체 에너지의 예
- 바이오매스
- 지열 에너지
- 태양 에너지
- 풍력 에너지
- 수소 에너지
- 파력 에너지
- 조력 에너지
- 바이오매스 에너지

## 대체 에너지 채용
2008년에 기름값이 꾸준히 오르고 미국 평균 기름값이 4달러 위로 치솟으면서 연료 효율성이 높고 대체할만한 에너지 개발 쪽에 관심이 실리게 되었다. 이에 따라 수많은 소형 회사들은 여러 방식의 전기로 움직이는 소비자형 차에 대한 연구와 개발을 빠른 속도로 늘려왔다. 하이브리드 자동차와 전기 자동차는 현재 구매할 수 있으며 연료 전지, 속도 조절 바퀴 등의 기술이라든지 물로 가는 자동차는 속속 실용적인 선택 사항으로 등장하기 시작했다.

## 같이 보기
- 바이오 연료
- 에너지 개발
- 재생 가능 에너지
- 태양 에너지
- 대체 연료
- 에너지 하베스팅

## 참조
1. ↑  Oxford Dictionary.  보관됨 2008-08-02 - 웨이백 머신. Accessed May 2, 2008.
2. ↑  WordNet. Alternative Energy entry[깨진 링크(과거 내용 찾기)].
3. ↑  RICC 2007. Term Glossary 보관됨 2016-04-10 - 웨이백 머신.
4. ↑  NRDC. Glossary.
5. ↑  MMS. Definitions 보관됨 2010-07-05 - 웨이백 머신.
6. ↑  Gas Prices post third straight record, CNN Money.
7. ↑  In A Green World, 2008년 7월 2일 확인.